# Didymellopsis pulposi
Didymellopsis pulposi är en svampart som tillhör divisionen sporsäcksvampar och som först beskrevs av Zopf och som fick sitt nu gällande namn av Grube och Joseph Hafellner. 
Didymellopsis pulposi ingår i släktet Didymellopsis och familjen Xanthopyreniaceae. Arten är reproducerande i Sverige.